# I gladiatori della strada
I gladiatori della strada (Gladiator) è un film del 1992 diretto da Rowdy Herrington, con Cuba Gooding, Jr., James Marshall, Brian Dennehy e Robert Loggia.

## Trama
Tommy Riley e il padre si sono appena trasferiti, alla ricerca di una nuova vita. Il padre di Tommy ha accumulato molti debiti di gioco, ma ha trovato un nuovo lavoro, che lo obbliga a viaggiare molto, lasciando il figlio solo a casa.
Tommy nel frattempo passa il tempo allenandosi, e lavorando ed ha stretto una relazione con Dawn, la figlia della padrona del ristorante dove lavora.
Durante il lavoro incappa in una rissa con alcuni membri di una gang locale.
Pappy Jack, un agente di boxe, nota la sua abilità e gli propone di lottare nel circuito di boxe clandestino. Tommy coglie nell'offerta l'opportunità di pagare i debiti del padre.
Tommy inizia una serie di match positiva e diventa amico di Romano e di Abraham Haines, due compagni di combattimento. Romano viene picchiato violentemente sul ring e i dottori ne decreteranno la morte cerebrale, mentre Abraham viene esortato a lasciare il mondo dei combattimenti, a causa di alcune lesioni cerebrali che potrebbero essergli fatali.
Alla proposta di un match contro Abraham, inizialmente Tommy rifiuta, per accettare in seguito. Tommy, preoccupato dalla salute dell'amico, nel momento della lotta fa attenzione a non colpirlo alla testa, per non accentuare i suoi problemi. I due decidono di non terminare l'incontro, ma interviene il capo dell'organizzazione che colpisce Abraham, Tommy allora risale sul ring e lo sfida, battendolo.